# Artur Homem de Carvalho
Artur Homem de Carvalho (Jaguarão, 1 de novembro de 1862— ?) foi um político brasileiro.
Formado em medicina pela Faculdade de Medicina da Bahia. Foi eleito  deputado estadual, às 21ª e 22ª Legislaturas da Assembleia Legislativa do Rio Grande do Sul, de 1891 a 1897.
Adepto do positivismo, chegou a recusar a sua participação nas prévias eleitorais de 1907, argumentando que ao se filiar ao positivismo religioso tinha “se emancipado da metafísica da soberania popular”.